# Павловський Валентин Павлович
Павловський Валентин Павлович — радянський і український актор та кінорежисер.

## Біографічні відомості
Народ. 8 вересня 1927 р. в м. Дніпропетровську в робітничій родині. Закінчив акторський факультет Дніпропетровського театрального училища і режисерський факультет Київського театрального інституту (1949).
Працює в кіно з 1949 р. на Київській кіностудії художніх фільмів.
У 1954—1955 рр. був актором і режисером Вінницького та Миколаївського українських музично-драматичних театрів.
З 1956 р. — асистент режисера Київської, а з 1958 — режисер Ялтинської кіностудії художніх фільмів, де поставив стрічки: «Друзі-товариші» (1959), «Йду до вас!..» (1961).

## Фільмографія
- «Кінець Чирви-Козиря» (1957, 2-й режисер)
- «Друзі-товариші» (1959, режисер-постановник)
- «Йду до вас!..» (1961, режисер-постановник)
- «Зона підвищеної небезпеки» (1975, к/м, режисер-постановник)
- «Найбільші перегони» (1979)